# 梅多鎮區 (愛荷華州克萊縣)
梅多鎮區（英語：Meadow Township）是位於美國愛荷華州克萊縣的一個行政鎮區。

## 地方資料
根據2010年美國人口普查的數據，梅多鎮區的面積為90.23平方千米，當中陸地面積為90.13平方千米，而水域面積為0.10平方千米。當地共有人口339人，而人口密度為每平方千米3.76人。